# Musique britannique
La musique britannique est celle pratiquée au Royaume-Uni, par les divers peuples qui le composent. Très écoutée à l'étranger (à l'époque moderne comme contemporaine), elle est le produit d'un terrain culturel varié qui allie l'histoire du Royaume-Uni, la musique sacrée, la civilisation occidentale, mais aussi la tradition musicale populaire d'Angleterre, d'Écosse, d'Irlande du Nord et du Pays de Galles.

## Origines anciennes

### Musique médiévale
Les archives les plus anciennes montrent qu'avant l'arrivée du baroque et l'avènement de la musique classique de l'époque moderne, la musique des îles britanniques offre au Moyen Âge une palette culturelle riche et varié, allant du sacré au profane et du plus populaire jusqu'au plus élitiste. Même si chaque nation (Angleterre, Irlande, Écosse et Pays de Galles) maintient ses formes musicales et son instrumentation propres, l'ensemble de la musique britannique est fortement influencée par les tendances venues du continent européen. Mais les compositeurs britanniques contribuent aussi largement aux évolutions européennes les plus marquantes de l'époque médiévale, dont la polyphonie de l'Ars nova, participant ainsi aux fondations de ce qui deviendrait ultérieurement la musique classique nationale et internationale. Les musiciens des îles britanniques du Moyen Âge développent par ailleurs certaines formes musicales distinctives comme le chant liturgique dit « celtique » qui accompagne le rite celtique catholique de l'époque, la Contenance angloise, les antiennes polyphoniques ou encore le carol, chant accompagnant souvent la Nativité ou des fêtes liturgiques.
La musique religieuse et d'église est profondément modifiée par la Réforme protestante qui atteint la Grande-Bretagne au XVIe siècle et remet en cause de nombreux rites accompagnés de musique, poussant ainsi au développement d'une musique, d'une liturgie et d'une foi très spécifique à la nation. Les madrigaux anglais, les ayres au luth très populaires au tournant du siècle, et les masques de la Renaissance vont notamment contribuer à l'apparition de l'opéra de langue anglaise qui va se développer au XVIIe siècle, au début de la période baroque. A contrario, et malgré quelques spécificités, la musique de cour des royaumes d'Angleterre, d'Écosse et d'Irlande demeure assez proche de la tendance culturelle dominante en Europe.

### Musique baroque
La période baroque s'inscrit entre l'époque de la Renaissance et l'aboutissement d'une musique classique orchestrée formalisée dans la seconde moitié du XVIIIe siècle. Elle se caractérise par une ornementation musicale plus élaborée, par des changements dans la notation musicale, de nouvelles techniques instrumentales et l'arrivée de nouveaux genres tels que l'opéra. Bien qu'on emploie communément le qualificatif de « baroque » pour la musique européenne dès 1600, cette période ne commence en Grande-Bretagne qu'après 1660; cet écart s'explique par la variété des particularités et des évolutions locales, mais aussi par les différences culturelles et religieuses avec le continent ainsi que par l'interruption de la musique de cour, causée par les guerres des Trois Royaumes et l'Interrègne. Après la restauration des Stuart en 1660, la cour recommence à jouer un rôle de soutien au développement musical; néanmoins l'intérêt royal vis-à-vis de la musique tend à décliner au fil du XVIIe siècle, mais pour mieux renaître ensuite sous la tutelle des Hanovre,.
La période baroque montre une interaction permanente dans la musique britannique entre les tendances nationales et internationales, absorbant parfois des modes ou des pratiques continentales, ou s'efforçant au contraire de produire une tradition plus locale (comme par la création de l'opéra-ballade). Mais celui qu'on désigne souvent comme le plus grand compositeur de cette époque, Georg Friedrich Haendel, est un Allemand naturalisé qui contribue largement à intégrer la musique britannique et celle du continent, définissant ainsi les contours de la musique classique britannique qui prendrait officiellement corps en 1801.
Les compositeurs importants de la période baroque incluent : John Dowland, Georg Friedrich Haendel, John Jenkins et Henry Purcell.

## Musique classique
La composition, la représentation et l'enseignement de la musique suivent les traditions classiques européennes du XVIIIe siècle (à l'image du compositeur germano-britannique Haendel) et connaissent une période de forte expansion au cours du siècle suivant.
Au fil du XIXe siècle, la notion post-rousseauiste de « nationalisme romantique » trouve un écho favorable au Royaume-Uni, et pousse au développement d'identités et sensibilités nationales fortes au sein des différentes nations qui composent le pays.
Nombre de musiciens bénéficient de cette tendance, et adossent leur art au patrimoine musical populaire. Ces traditions locales continuent ainsi à vivre et à évoluer de façons très diverses, sous l'influence de compositeurs comme Arthur Sullivan, Gustav Holst, Edward Elgar, Hubert Parry, Ralph Vaughan Williams et Benjamin Britten.

### Musique classique
- William Boyce
- Thomas Sanders Dupuis

### Musique romantique
- Michael William Balfe (L'Irlandais)
- Frederick Delius

### Musique moderne
- Benjamin Britten
- Edward Elgar
- Ralph Vaughan Williams

### Musique contemporaine
- Michael Tippett

## Musique traditionnelle
Les quatre nations qui composent le Royaume-Uni possèdent toutes leurs propres formes distinctes de musique traditionnelle. Par ailleurs, il existe de nombreuses traditions musicales importées par des immigrants de Jamaïque, d'Inde, du Commonwealth et d'autres parties du monde. La musique traditionnelle a été florissante jusqu'à l'époque industrielle, où elle commença à être dépassée par d'autres formes de musique populaire dont le music-hall et les brass bands. La prise en compte de ce recul mena à deux périodes de retour vers la musique traditionnelle, l'une à la fin du XIXe siècle, l'autre au milieu du XXe siècle, ce qui contribua à maintenir la musique populaire comme un élément culturel important au sein de la société britannique.

### Musique anglaise
Les origines de la musique populaire en Angleterre, associée au chant et à la danse, remontent au moins à l'époque médiévale. Une grande partie de cette tradition a été maintenue pour être encore pratiquée de nos jours, souvent par le biais de fusions avec d'autres formes musicales, produisant ainsi des sous-genres comme le folk rock, le punk folk ou encore le folk metal. La musique traditionnelle connaît toujours un grand succès à l'échelle de la nation anglaise comme sur les scènes régionales, notamment en Northumbrie et en Cornouailles.

### Musique écossaise
La musique traditionnelle d'Écosse fait partie des « musiques celtiques ». La musique écossaise reste dynamique à travers le XXe siècle tandis que nombre d'autres formes de musique traditionnelles voyaient leur popularité décliner au profit de la musique pop. Outre les traditions, la musique écossaise est diffusée par de nombreux labels et lors des festivals de musique. Ceux qui sont étrangers à cette musique la résument souvent à la grande cornemuse écossaise qui, bien qu'elle ait joué un rôle majeur, n'est ni la seule cornemuse employée, ni nécessairement l'instrument prépondérant.

### Musique galloise
Le Pays de Galles est une nation celte, dans laquelle la musique traditionnelle se joue dans les twmpathau (bals communaux) et les gwyl werin (festivals de musique). La musique galloise est aussi connue pour ses chœurs d'hommes et ses chansons accompagnées à la harpe. Après avoir longtemps subi l'influence de la culture anglaise, les musiciens gallois ont entrepris de retrouver les racines de leur musique traditionnelle, surtout à partir de la fin des années 1970: de grands succès ont ainsi été enregistrés en Grande-Bretagne dans les années 1980 avec des artistes comme Robin Huw Bowen, Moniars et Gwerinos.

## Musique populaire

### Music-hall
De 1870 à 1930, la forme dominante de musique populaire au Royaume-Uni est le music-hall. Au théâtre de variétés, on voit une gamme très large de numéros - des ventriloques, des « monstres humains » des magiciens... mais la moitié des numéros sont des chanteurs. La taille des théâtres grandit régulièrement et au début du XXe siècle, des salles de 2 500 ou 3 000 places sont courantes. Les chanteurs du music-hall interprètent avant tout des chansons comiques, parfois de commentaire social, parfois sur « la mégère » la belle-mère ou leur plats préférés. Des chansons « virelangues » ont aussi leur place, ainsi que des chansons patriotiques ou de recrutement militaire, au début de la Grande Guerre. Le genre ne connaît pas la chanson tragique, et la chanson d'amour est rarement romantique ni réaliste.
Les vedettes telles que Harry Lauder, Gus Elen, Vesta Tilley ou Marie Lloyd, sont généralement issues de milieux très pauvres et sont adulées par leurs fans.
C'est la radio et la comédie musicale au cinéma, et aussi la montée en puissance des salons de danse qui vont marginaliser le music-hall à partir de la fin des années 1920. Il restera populaire dans les stations balnéaires comme divertissement de vacances.

### Rock
L'appellation « rock britannique » englobe une multitude de genres. Avec la British Invasion menée approximativement à partir de 1964 par les Beatles aux États-Unis, le rock britannique a eu un impact considérable sur le développement de la musique américaine et du rock en général. Il a été la source de plusieurs sous-genres assez influents dont font notamment partie la musique beat, le rock progressif, le heavy metal, le punk, le post-punk et le rock indépendant.

### Autres
- Pop
- punk rock, ska
- Synthpop
- New wave, cold wave, dark wave, dance-punk, musique gothique
- Musique industrielle, musique électronique, trip hop
- Breakbeat, dub, trance
- Hip-hop britannique

## Instruments traditionnels

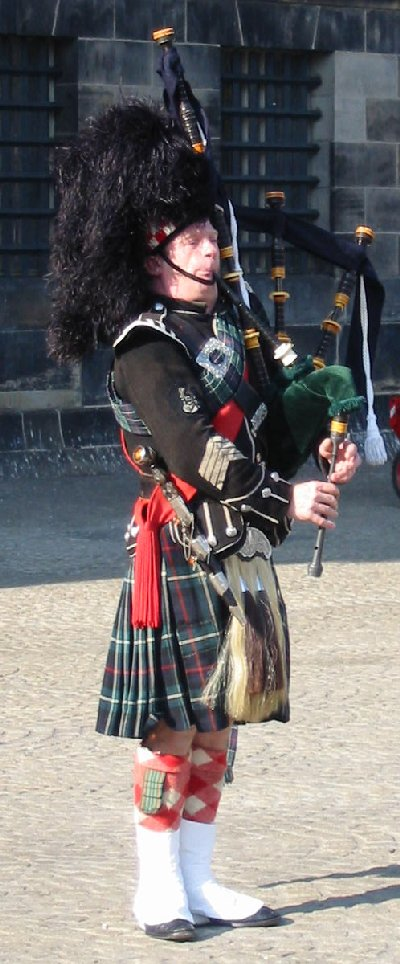
Joueur de Great Highland bagpipe.

| Vents                   | Cordes            | Percussions |
| ----------------------- | ----------------- | ----------- |
| Accordéon               | Banjo             | Tabor       |
| Concertina              | Cittern           | Trump       |
| Cornish bagpipes        | Crwth             |             |
| Great Highland bagpipe  | Fiddle            |             |
| Lancashire great-pipe   | Hammered dulcimer |             |
| Mélodéon                | Harpe celtique    |             |
| Northumbrian smallpipes | Hurdy-gurdy       |             |
| Pastoral pipes          | Triple harp       |             |
| Pipe                    |                   |             |
| Pibgorn                 |                   |             |
| Scottish smallpipes     |                   |             |
| Tin whistle             |                   |             |
| Welsh pipes             |                   |             |